# Trichomycterus potschi
Trichomycterus potschi es una especie de peces de la familia Trichomycteridae en el orden de los Siluriformes.

## Morfología
• Los machos pueden llegar alcanzar los 8,1 cm de longitud total.

## Distribución geográfica
Se encuentra en el Estado de Río de Janeiro (Brasil ).